# Cosmid
Als Cosmide bezeichnet man Plasmide, die sogenannte cos-sites (cohesive site) enthalten. Dabei handelt es sich um DNA-Sequenzen, die aus dem λ-Phagen stammen. Diese Abschnitte liegen an den Enden des linearen Phagenchromosoms und sind jeweils von identischer Sequenz, weisen aber aufeinander zu (inverted repeat). Über diese kann die DNA einen Ring ausbilden (zirkularisieren) und wird somit nicht in der Wirtszelle abgebaut. 
Cosmide werden in Phagenstrukturen aus Proteinen verpackt, und so können die fremden Gene in Bakterien transduziert (eingeschleust) werden. Enthalten die Cosmide z. B. Gene für Antibiotika-Resistenzen, werden die transduzierten Bakterien in die Lage versetzt, in einer Kulturlösung trotz Zugabe des jeweiligen Antibiotikums zu überleben und sich zu vermehren. Cosmide werden verwendet, um Genbibliotheken eines Genoms anzulegen.